# Schönnagel
Die Automobil- und Motoren-Versuchs-Werkstätten Ing. H. Schönnagel waren ein deutscher Automobilhersteller, der in Berlin-Friedrichshain ansässig war.
Nur 1924 baute man einen 5/15-PS-Kleinwagen, der als Stadt- und Tourenwagen angeboten wurde. Sein Motor hatte 1,5 l Hubraum und eine Leistung von 15 PS (11 kW).

## Quelle
- Werner Oswald: Deutsche Autos 1920–1945, 10. Auflage, Motorbuch Verlag Stuttgart (1996), ISBN 3-87943-519-7, Seite 456